# Azergues
Azergues – rzeka we Francji, w górach Beaujolais, przepływająca przez teren departamentu Rodan, o długości 61 km. Stanowi dopływ rzeki Saony. 
Azergues przepływa przez: Poule-les-Écharmeaux (źródło), Claveisolles, Saint-Nizier-d’Azergues, Lamure-sur-Azergues, Grandris, Chambost-Allières, Saint-Just-d’Avray, Chamelet, Létra, Ternand, Saint-Laurent-d’Oingt, Le Bois-d’Oingt, Légny, Le Breuil, Chessy-les-Mines, Châtillon, Charnay, Belmont-d’Azergues, Lozanne, Civrieux-d’Azergues, Chazay-d’Azergues, Marcilly-d’Azergues, Morancé, Les Chères, Lucenay oraz Anse.